# 혁진
혁진(본명: 장혁진, 1993년 12월 20일 ~ )은 과거 대한민국의 남성 그룹 백퍼센트의 멤버이자 현재 페이브원의 리드보컬, 리드댄서 멤버이다.

## 활동
- 2012년에 남성 아이돌 그룹 백퍼센트
- 2017년 KBS2 오디션 프로그램 아이돌 리부팅 프로젝트 더 유닛

## 출연작
- 2017년 KBS2 《아이돌 리부팅 프로젝트 더 유닛》 - 참가자